# 11448 Miahajdukova
11448 Miahajdukova este o planetă minoră (asteroid) din centura de asteroizi. A fost descoperită pe 25 iunie 1979 la Observatorul Siding Spring de Eleanor F. Helin. 
Obiectul prezintă o orbită caracterizată de o semiaxă mare de 2,2320911 UAi, o excentricitate de 0,2, o înclinație de 3,52039 ° în raport cu ecliptica.